# 고속 충전

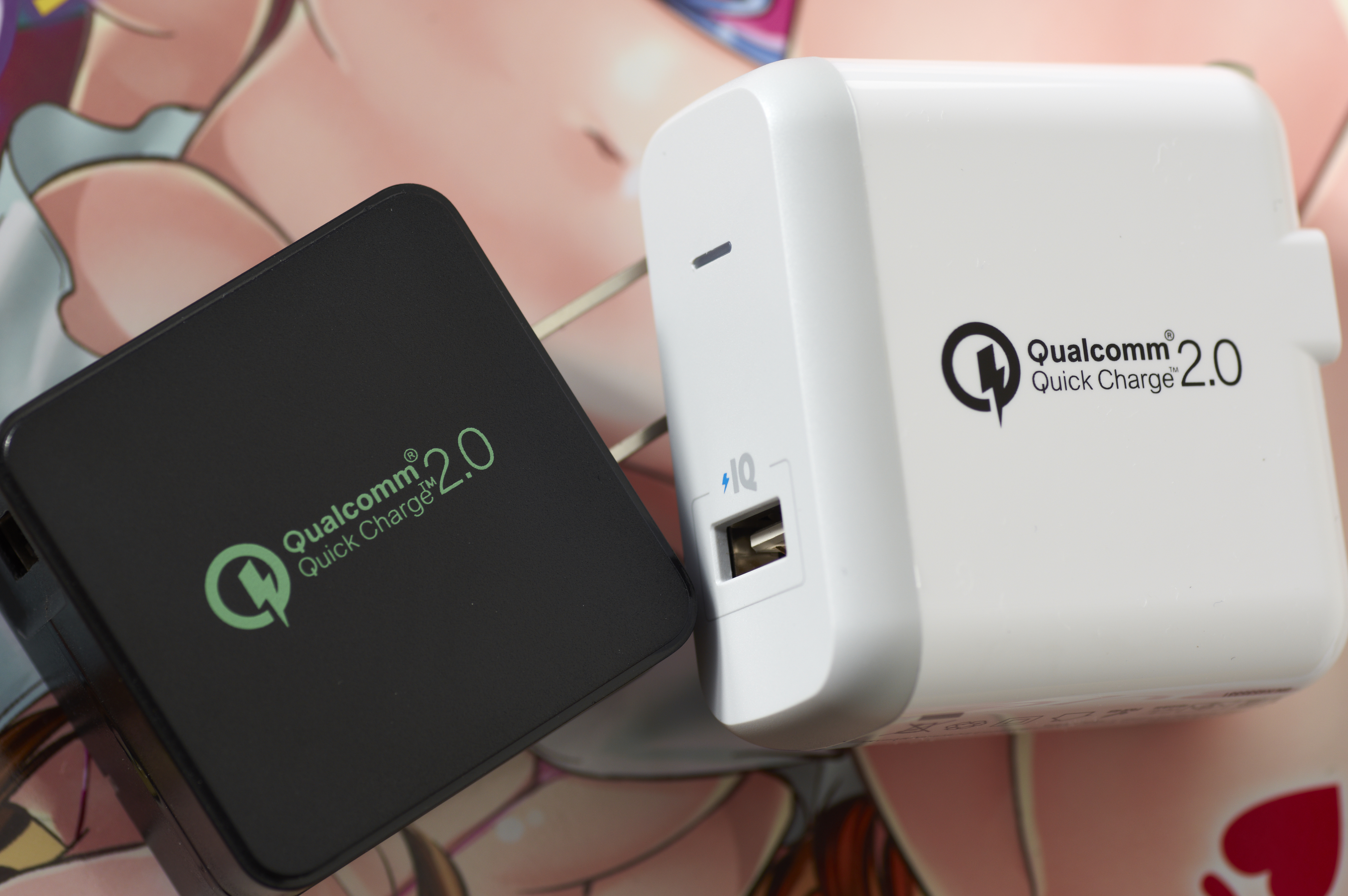
고속 충전 프로토콜을 지원하는 충전기

고속 충전 또는 퀵 차지(Quick Charge, QC)는 퀄컴이 개발한 사유 충전기 통신 프로토콜이다. 주로 전원 공급기로 통신하고 전압 협상을 통해 USB를 거쳐 전달되는 전원을 관리하기 위해 사용된다.
고속 충전은 퀄컴 SoC가 장착되어 구동되는 휴대전화 등의 기기와 일부 충전기에 의해 지원된다. 장치와 충전기 모두 QC를 지원해야 하며, 그렇지 않으면 QC 충전은 동작하지 않는다. USB 충전기가 공급하는 출력 전압을 증가시킴으로써 표준 USB가 허용하는 것보다 더 빠르게 장치 배터리를 충전하면서 통제되지 않는 빠른 충전에 의해 발생하는 배터리 손상을 막고 들어오는 전압을 내부적으로 통제한다.
퀵 차지 2.0 이상을 지원하는 대부분의 충전기는 월 어댑터이지만 일부 차량용 충전기와 일부 파워 뱅크에도 구현되어 있다.

## 같이 보기
- 슈퍼차저